# Faster (2010)
Faster is een Amerikaanse film van George Tillman Jr. uit 2010 naar een scenario geschreven door Tony Gayton en Joe Gayton.

## Verhaal
De hoofdrolspelers in deze film zijn Dwayne Johnson en Billy Bob Thornton. Het verhaal speelt zich grotendeels af in Californië waar Johnson, een oud-gevangene, zijn vermoorde broer wil wreken. Tijdens de zoektocht naar alle personen die te maken hebben met de moord op zijn broer wordt hij achtervolgd door een bijna gepensioneerde politierechercheur en een egocentrische huurmoordenaar. Johnson is op een missie en niets lijkt hem tegen te houden.

## Trivia
- Dwayne Johnson, Oliver Jackson-Cohen en Maggie Grace trainden een dag bij een stuntrijschool om in de film met de specifieke auto's te kunnen rijden.
- Voor de vechtscène in het toilet van de club moest Johnson twee dagen spenderen om de vechtstijl "52 blocks" te leren, een stijl ontworpen van de Westkust gevangenissen.
- George Tillman Jr. gaf alle acteurs een folder gevuld met informatie over hun specifieke rol en ook een lijst met films die ze moesten bekijken en notities van maken.
- Hoewel Driver zijn kleren niet verandert gedurende de 5-daagse periode van de film, heeft kostuumontwerper Salvador Perez Jr. toch 30 identieke kostuums voor hem gekocht.

## Rolverdeling
- Dwayne Johnson als James Cullen / Driver
- Billy Bob Thornton als politierechercheur
- Oliver Jackson-Cohen als huurmoordenaar
- Courtney Gains als Prescott Ashton / Telemarketer
- John Cirigliano als Kenneth Tyson / Old Guy
- Lester Speight als Hovis Nixon / Baphomet
- Adewale Akinnuoye-Agbaje als Alexander Jarod / Evangelist
- Carla Gugino als Detective Cicero
- Maggie Grace als Lily
- Moon Bloodgood als Marina Humphries
- Tom Berenger als Warden
- Mike Epps als Roy Grone
- Xander Berkeley als Sergeant Mallory
- Matt Gerald als Gary Cullen
- Annie Corley als Mrs. Cullen
- Jennifer Carpenter als Nan Porterman
- Michael Irby als Vaquero